# Кривизна
Кривизна́ — собирательное название ряда характеристик (скалярных, векторных, тензорных), описывающих отклонение того или иного геометрического «объекта» (кривой, поверхности, риманова пространства и т. д.) от соответствующих «плоских» объектов (прямая, плоскость, евклидово пространство и т. д.).
Обычно кривизна определяется для каждой точки на «объекте» и выражается как значение некоторого дифференциального выражения 2-го порядка. Иногда кривизна определяется в интегральном смысле, например, как мера, такие определения используют для «объектов» пониженной гладкости. Как правило, тождественное обращение в нуль кривизны во всех точках влечёт локальное совпадение изучаемого «объекта» с «плоским» объектом.
В этой статье приводятся только несколько простейших примеров определений понятия кривизны.

## Кривизна кривой

### Кривизна кривой, заданной параметрически
Пусть {\displaystyle \gamma (s)} — регулярная кривая в {\displaystyle d}-мерном евклидовом пространстве, параметризованная её длиной {\displaystyle s}. 
Тогда
{\displaystyle \kappa =|{\ddot {\gamma }}(s)|}
называется кривизной кривой {\displaystyle \gamma } в точке {\displaystyle p=\gamma (s)}, здесь {\displaystyle {\ddot {\gamma }}(s)} обозначает вторую производную по {\displaystyle s}.
Вектор
{\displaystyle k={\ddot {\gamma }}(s)}
называется вектором кривизны {\displaystyle \gamma } в точке {\displaystyle p=\gamma (s)}.
Очевидно, это определение можно переписать через вектор касательной {\displaystyle \tau (s)={\dot {\gamma }}(s)}:
{\displaystyle k={\dot {\tau }}(s),}
где одна точка над буквой означает первую производную по s.
Для кривой, заданной параметрически, в общем случае кривизна выражается формулой
{\displaystyle \kappa ={\frac {|\gamma '\times \gamma ''|}{|\gamma '|^{3}}}},
где {\displaystyle \gamma '} и {\displaystyle \gamma ''} соответственно обозначают первую и вторую производную радиус-вектора {\displaystyle \gamma } в требуемой точке по параметру 
(при этом под {\displaystyle \times } для кривой в трехмерном пространстве можно понимать векторное произведение, для кривой в двумерном пространстве — псевдоскалярное произведение, а для кривой в пространстве произвольной размерности — внешнее произведение).

### Связанные понятия
Величина, обратная кривизне кривой ({\displaystyle r=1/\kappa }), называется радиусом кривизны; он совпадает с радиусом соприкасающейся окружности в данной точке кривой. Центр этой окружности называется центром кривизны. Если кривизна кривой равна нулю, то соприкасающаяся окружность вырождается в прямую.

### Кривые на плоскости
Для кривых на плоскости имеет место дополнительная формула, используемая в тех случаях, когда кривая задана не параметрически, а как геометрическое место точек, удовлетворяющих одному уравнению. 
Пусть {\displaystyle \gamma } — регулярная кривая на евклидовой плоскости с координатами {\displaystyle (x,y)}, заданная уравнением {\displaystyle F(x,y)=0} с дважды непрерывно дифференцируемой функцией {\displaystyle F}. Тогда её кривизна в точке {\displaystyle (x,y)} вычисляется по формуле
{\displaystyle \kappa (x,y)={\frac {|F_{y}^{2}F_{xx}-2F_{x}F_{y}F_{xy}+F_{x}^{2}F_{yy}|}{\left(F_{x}^{2}+F_{y}^{2}\right)^{\frac {3}{2}}}}(x,y).}
В частности, если кривая задана уравнением {\displaystyle y=f(x)}, её кривизна вычисляется по формуле
{\displaystyle \kappa (x)={\frac {|f''(x)|}{({\sqrt {1+(f'(x))^{2}}})^{3}}}.}
Для того, чтобы кривая {\displaystyle \gamma } совпадала с некоторым отрезком прямой или со всей прямой, необходимо и достаточно, чтобы её кривизна (или вектор кривизны) во всех точках тождественно равнялась нулю.

### Ориентированная кривизна плоской кривой
Если кривая лежит в одной плоскости, её кривизне можно приписать знак. Такая кривизна часто называется ориентированной. Это можно сделать следующим образом: если при движении точки в сторону возрастания параметра вращение вектора касательной происходит против часовой стрелки, то кривизна считается положительной, если по часовой стрелке, — отрицательной. 
Ориентированная кривизна выражается формулой
{\displaystyle \kappa ={\frac {\gamma '\times \gamma ''}{|\gamma '|^{3}}}={\frac {x'y''-x''y'}{(x'^{2}+y'^{2})^{3/2}}}.}
Знак кривизны зависит от выбора параметризации и не имеет геометрического смысла. Геометрический смысл имеет изменение знака кривизны при переходе через некоторую точку (так называемая точка перегиба) или сохранение знака на некотором участке (характер выпуклости кривой).

### Механическая интерпретация
Интуитивно кривизну можно понимать с помощью следующей механической интерпретации
Предположим материальная точка движется вдоль плоской кривой.
Тогда модуль нормальной составляющей ускорения {\displaystyle a} равен
{\displaystyle a=\kappa \cdot v^{2},}
где {\displaystyle \kappa } — кривизна кривой, {\displaystyle v} — скорость точки.
Заметим, что кривизна кривой используется как физическая величина, имеет размерность обратную к единице длины (в системе СИ, это 1/м).

## Кривизна поверхности
Пусть {\displaystyle \Phi } есть регулярная поверхность в трёхмерном евклидовом пространстве. 
Пусть {\displaystyle p} — точка {\displaystyle \Phi ,}
{\displaystyle T_{p}} — касательная плоскость к {\displaystyle \Phi } в точке {\displaystyle p,}
{\displaystyle n} — единичная нормаль к {\displaystyle \Phi } в точке {\displaystyle p,}
а {\displaystyle \pi _{e}} — плоскость, проходящая через {\displaystyle n} и некоторый единичный вектор {\displaystyle e} в {\displaystyle T_{p}.}
Кривая {\displaystyle \gamma _{e},} получающаяся как пересечение плоскости {\displaystyle \pi _{e}} с поверхностью {\displaystyle \Phi ,} называется нормальным сечением поверхности {\displaystyle \Phi } в точке {\displaystyle p} в направлении {\displaystyle e.}
Величина
{\displaystyle \kappa _{e}=k\cdot n},
где {\displaystyle \cdot } обозначает скалярное произведение, а {\displaystyle k} — вектор кривизны {\displaystyle \gamma _{e}} в точке {\displaystyle p}, называется нормальной кривизной поверхности {\displaystyle \Phi } в направлении {\displaystyle e}.
С точностью до знака нормальная кривизна равна кривизне кривой {\displaystyle \gamma _{e}}.
В касательной плоскости {\displaystyle T_{p}} существуют два перпендикулярных направления {\displaystyle e_{1}} и {\displaystyle e_{2}} такие, что нормальную кривизну в произвольном направлении можно представить с помощью так называемой формулы Эйлера:
{\displaystyle \kappa _{e}=\kappa _{1}\cos ^{2}\alpha +\kappa _{2}\sin ^{2}\alpha }
где {\displaystyle \alpha } — угол между этим направлением и {\displaystyle e_{1}}, a величины {\displaystyle \kappa _{1}} и {\displaystyle \kappa _{2}} нормальные кривизны в направлениях {\displaystyle e_{1}} и {\displaystyle e_{2}}, они называются главными кривизнами, а направления {\displaystyle e_{1}} и {\displaystyle e_{2}} — главными направлениями поверхности в точке {\displaystyle p}.
Главные кривизны являются экстремальными значениями нормальных кривизн.
Структуру нормальных кривизн в данной точке поверхности удобно графически изображать с помощью индикатрисы Дюпена.
Величина
{\displaystyle H=\kappa _{1}+\kappa _{2}}
называется средней кривизной поверхности.
(Иногда используется другое определение: {\displaystyle H={\tfrac {\kappa _{1}+\kappa _{2}}{2}}}.)
Величина
{\displaystyle K=\kappa _{1}\kappa _{2}}
называется гауссовой кривизной или полной кривизной поверхности.
Гауссова кривизна является объектом внутренней геометрии поверхностей, в частности, не изменяется при изометрических изгибаниях.